# I Hate Myself
I Hate Myself fue una banda de emotive hardcore formada por Jon y Jim Marburger, en 1996 en Gainesville, Florida.

## Historia
La banda se formó en el año 1996, por los hermanos Jim y Jon, siendo hoy en día una de las bandas más influyentes del género emo, especialmente en sus letras. El nombre de la banda (Yo me odio) es referido a un pasado depresivo.
En 1997 la banda lanzó su primer LP de cuatro canciones llamado 4 Songs. Las cuatro no tenían título, a excepción de Song 2 que fue renombrada como Less Than Nothing en un compilatorio lanzado años después. 
Al igual que su primer LP, su segundo LP, 10 Songs fue lanzado por No Idea Records en el 1997, los títulos de las canciones eran títulos irónicos comparados con su contenido lírico.
La banda dejó de presentarse aproximadamente en el 1997, a pesar de seguir lanzando nueva música. Los hermanos Marburger fueron parte de la banda Burnman, la que tuvo poco tiempo de duración. Posterior a esto, Jon Marburger se unió como baterista a la banda Gunmoll, perteneciente al sello No Idea.
I Hate Myself volvió a dar dos conciertos en el 2003, en su ciudad natal, Gainesville. Para esto, la banda pidió a todos los asistentes entregar material grabado en audio o vídeo para lanzar un CD/DVD en el futuro, cosa que no pasó.
En el 2005, se lanzaron tres canciones nuevas, donde Jon tocó el bajo además, ya que Steve Jin no fue parte de la grabación y no se buscó sustituto. Además, la banda anunció que se lanzaría un LP llamado 15 Songs que ya estaba grabado, lo que no se ha efectuado aún.
Actualmente, los hermanos Marburger participan en la banda Die Hoffnung, fundada en el 2006. 

## Estilo
A pesar de que IHM es un referente de lo "emo", hubo un relativo aislamiento geográfico en relación con otros centros focales de expansión de esa música, como Washington D. C., San Diego o Nueva York, aunque en gran medida fue un gran impulso para bandas de emo o screamo fueras a estas zonas. 
El género musical de la banda es pionero en emo y screamo, además de post hardcore con influencias de indie rock y post punk en sus canciones. 
En everything2 se refieren a la banda de esta manera:

"I Hate Myself se basa en letras crípticas y líneas fragmentarias, con entusiasmo existe una proclamación de sus vidas sin valor, sus deseos de ser aceptados y amados, su desesperanza. Es un poco extraño. Sin embargo, hay rastros de humor en el trabajo de la banda, ya que la mayoría de los títulos me parece que los títulos se entregan por completo con ironía y humor".

### Emo
En una entrevista realizada a Jon Marburger, este crítica a la escena actual de la música "emo", relacionado con emociones y comercialidad, siendo llamado erróneamente a bandas emo, post-hardcore y rock alternativo.

Ahora, la palabra "emo" me resulta fastidiosa. Se tradujo en el resurgimiento de bandas de Glam Rock de los 80'. Se ha perdido el ideal Punk, que originalmente contenía. Estas bandas no son Punk, de ninguna manera. Se trata de imagen, moda, dinero y composiciones mediocres. Odio la "moda emo", a todo el mundo le gusta tocar dressup, pero se va de las manos. Entiendo que quieran un aspecto diferente al de los deportistas, pero parece que hay una carencia de la sustancia a la nueva moda. Y me parece un costo muy alto. Además, hay un montón de tiempo para pulir todos esos anillos y hebillas de cinturón. Tal vez yo soy celoso, porque no puedo tener un flequillo de color rosa, con un piercing en el labio y los pantalones vaqueros de mujer".

## Cultura popular
En la novela de Tao Lin Eeeee Eee Eeee (2007) los personajes principales están en Florida escuchando I Hate Myself, donde citan las líricas. Además, bandas de la época como Samiam y Jawbreaker también aparecen.

## Miembros
Última formación
- Jim Marburger – voces, guitarras
- Jon Marburger – batería, percusión, bajo, coros
- Steve "Basser X" Jin – bajo, coros

Miembros previos
- Ryan Murphy – guitarras
- Jason Dooley – batería

## Discografía
Álbumes de estudio
- 10 Songs LP/CD (No Idea Records, 1997)

EPs
- 4 Songs 12" (No Idea Records, 1997)
- 2 Songs 7" (No Idea Records, 2000)
- 3 Songs 12" (No Idea Records, 2005)

Splits
- I Hate Myself / Twelve Hour Turn 12" (No Idea Records, 1998)
- I Hate Myself / Strikeforce Diablo 7" (Fragile Records, 1998)

Apariciones en compilatorios
- 403 Chaos Comp: Florida Fucking Hardcore – "Caught In A Flood With The Captain Of The Cheerleading Squad" (Schematics Records, 1998)
- Bread: The Edible Napkin – "Less Than Nothing" (No Idea Records, 1998)
- Back To Donut! – "...And Keep Reaching For Those Stars" (No Idea Records, 1999)
- The First Crush Compilation – "This Isn't the Tenka-Ichi-Budokai" (Thick as Thieves Records, 1998)
- ABC No Rio Benefit – "Darren's Roof", "Drama in the Emergency Room" (Level Plane Records, 1999)
- No Idea 100: Redefiling Music – "Care" (cover de Spoke) (No Idea Records, 2001)